# Luis Barros Borgoño
Luis Barros Borgoño (Santiago, 26 de marzo de 1858-Santiago, 26 de julio de 1943) fue un abogado, escritor, historiador, diplomático y político chileno, miembro y presidente del Partido Liberal (PL). Se desempeñó como ministro de Estado en las carteras de Guerra y Marina, Exteriores y Hacienda e Interior, y vicepresidente de la República, entre octubre y diciembre de 1925. Diplomáticamente sirvió como embajador de su país en Argentina.

## Biografía

### Primeros años de vida
Fue hijo de Manuel Barros Arana y de Eugenia Borgoño Vergara, y sobrino del intelectual Diego Barros Arana. Se tituló de abogado en la Universidad de Chile en 1880.

### Vida pública
Fue profesor de historia en el Instituto Nacional y de derecho penal y civil en esta casa de estudios. Decano de la Facultad de Filosofía y Humanidades, fue profesor de historia documental en el Instituto Pedágógico, presidente del Consejo de Bellas Artes y miembro del Consejo de Instrucción Pública. Asimismo ejerció como fiscal y relator de la Corte Suprema de Justicia en 1884. Fundó diversas cajas —Agraria, de Seguro Obrero, de Empleados Públicos, etc.—. Como político, fue presidente del Partido Liberal. Era secretario del general Manuel Baquedano cuando el presidente de la República José Manuel Balmaceda dejó acéfalo el gobierno en 1891, durante la guerra civil. Fue ministro de Guerra y Marina con el presidente de la República José Manuel Balmaceda entre 1889 y 1890, Manuel Baquedano en 1891, Jorge Montt entre 1892, 1895 y 1896. Fue ministro de Relaciones Exteriores en la presidencia de Jorge Montt en 1894.
En la administración de Germán Riesco fue ministro de Hacienda en 1901, y en la Juan Luis Sanfuentes, de ministro de Relaciones Exteriores en 1918. Le tocó cumplir labores diplomáticas en Argentina como embajador, y además fue miembro del Tribunal de La Haya. 
Fue designado candidato a la presidencia de la República en 1920 por los liberales-unionistas y conservadores, en la consulta debió enfrentar al liberal-aliancista Arturo Alessandri Palma, el «León de Tarapacá». Los conservadores fueron cautos en entregarle su apoyo, ya que aunque representaba a la Unión Nacional, provenía de una familia de liberales librepensadores. Fue derrotado por un estrecho margen —él obtuvo más votos pero Alessandri más electores—. Sin embargo, al renunciar en forma indeclinable de Alessandri en 1925,  y para no Dejar en el poder al ministro de Guerra Coronel Carlos Ibáñez del Campo, Único ministro en ejercicio y que se negó a Renunciar y fue a la postre Presidente de la República de Chile, Barros ocupó la Vicepresidencia de la República  Gobernando por más de dos meses en ese entonces , y hasta la elección de Emiliano Figueroa Larraín  Derrocado por Ibáñez solo en 1927, el 23 de diciembre de ese año 1925. Se desempeñó como embajador de Chile en Argentina entre 1936 y 1938, durante la segunda administración de Alessandri.

## Obra escrita
Paralela a su vida política, Barros desarrolló una faceta como escritor, publicando diversas obras de carácter histórico. Sobresalen entre ellas;
- Curso de historia general
- Historia de la Misión Muzi
- La Liga de las Naciones
- Los tratados de Bolivia
- Vida del Almirante Lynch
- Misión Barros Arana en La Plata (obra en la que defendía la actuación de su tío, Diego Barros Arana, en las negociaciones con Argentina)
- La Cuestión del Pacífico y Las Nuevas Orientaciones de Bolivia (1922)
- El Jeneral José Manuel Borgoño. 1910.

## Distinciones y condecoraciones
- Gran Cruz de la Orden de Isabel la Católica ( España, 30 de agosto de 1896).[2]